# سنت دیوید، گرنادا
سنت دیوید، گرنادا (به لاتین: St. David's) یک منطقهٔ مسکونی در گرنادا است که در Saint David Parish, Grenada واقع شده‌است. سنت دیوید ۸ متر بالاتر از سطح دریا واقع شده‌است.